# 名所図会
名所図会（めいしょずえ）は、江戸時代末期に刊行された、通俗地誌および絵画のジャンル。江戸・畿内をはじめとして、諸国の名所旧跡・景勝地の由緒来歴や、各地の交通事情を記し、写実的な風景画を多数添えた書物。

## 概要
名所図会に先立つ類似物として名所記と呼ばれる刊行物があるが、名所記が文芸的・物語的な叙述に特徴があるのに対し、名所図会は事物の来歴などを客観的に記す点に特徴がある。名所記に比べて挿絵の比重が高く、浮画の影響もあってか鳥瞰図風の写生画をしばしば用いる。名所図会の挿絵は、地理的説明の機能を果たすだけでなく、鑑賞用途にも堪えるものである。また、編集においても、地域別・方面別の構成を取るなどの工夫が見られ、近世における巡礼の盛行による需要に応じて、名所案内（旅行ガイドブック）としての実用性を備えている。値段は高額だったが、庄屋や名士が自身の地位を象徴する小道具として購入した。
こうした名所図会の最初の例は安永9年（1780年）刊の秋里籬島著・竹原春朝斎画の『都名所図会』（6巻11冊）を嚆矢とされる。『都名所図会』は前述のような特徴を備えて、見て楽しむことに重きを置き、通俗に徹しながらも詩歌俳句の類をもとりいれて興味深いものとしたために、好評を博した。版元の吉野家為八は同じ著者・画家による名所図会を引き続き刊行し、それらも同じく成功を収めたことに刺激を受け、他の版元も名所図会の出版に乗り出した。
名所図会の刊行は寛政年間から文化年間初期にかけてと、天保年間以降の2つの時期にピークが見られ、これらふたつの時期の間の文化・文政年間には、江戸幕府の出版等政策の関係からか、再版が主となり新刊は少ない傾向が見られる。また、ほぼ同時期に流行した狂歌や、浮世絵（なかでも特に、葛飾北斎の『隅田川両岸一覧』や歌川広重『六十余州名所図会』といった風景画）、戯作者の手による名所案内記など、多くのジャンルとの間に相互に影響を及ぼしあったものと見られている。
刊行された名所図会は多彩であり、『東海道名所図会』『伊勢参宮名所図会』『二十四輩名所図会』などのほか、『唐土名勝図会』などというものや、地誌から離れた『日本山海名産図会』、『源平盛衰記図会』といったものまで作られるに至った。『和泉名所図会』は、四巻からなる、和泉国の神社・仏閣などについての名所案内である。刊行は畿内以外でも行われ、なかでも『江戸名所図会』は天保年間に、斎藤長秋・莞斎・月岑の3代30年もの歳月をかけて刊行され、名所図会の中でも際立った内容を持つと評価されている。

## 名所図会の系譜
秋里籬島の『都名所図会』以降、多くの類書が作られており、名所図会ブームともいえる状況があった。年代順に一覧にする。
1700年代後半（安永から寛政）
- 安永9年（1780年）秋里籬島『都名所図会』竹原春朝斎・画
- 寛政3年（1791年）秋里籬島『大和名所図会』竹原春朝斎・画
- 寛政8年（1796年）秋里籬島『和泉名所図会』竹原春朝斎・画
- 寛政8年（1796年）秋里籬島『摂津名所図会』竹原春朝斎・画
- 寛政9年（1797年）秋里籬島『東海道名所図会』竹原春朝斎ほか・画
- 寛政9年（1797年）著者不詳『伊勢参宮名所図会』蔀関月・画

1800年代（享和から嘉永）
- 享和元年（1801年）秋里籬島『河内名所図会』丹羽桃渓・画
- 文化2年（1805年）秋里籬島『木曽路名所図会』西村中和・画
- 文化9年（1812年）谷 文晁『名山図会』河村元善 編、全3巻、和古書・漢籍[3]
- 天保7年（1836年）斎藤月岑『江戸名所図会』長谷川雪旦・画
- 天保15年（1844年）深田正韶『尾張名所図会』小田切春江・画
- 嘉永2年（1849年）豊田利忠・著画『善光寺道名所図会』小田切春江・補画

## 活字本書誌
主な執筆者、編者の順。

### 〈日本図会全集〉1928年–1929年
日本随筆大成刊行会、吉川弘文館 編（日本随筆大成刊行会、1928年–1929年）（昭和3年–4年）全14冊
、全14冊の内訳は別表「〈日本図会全集〉一覧」のとおり。
| 〔期〕 | 巻 | 撰者      | 絵師          | 内容                                             | 備考         |
| ------ | -- | --------- | ------------- | ------------------------------------------------ | ------------ |
| 〔1〕  | 1  |           |               | 『江戸名所図会』                                 | [ 6 ]        |
| 〔1〕  | 2  |           |               | 『江戸名所図会』                                 | [ 7 ]        |
| 〔1〕  | 3  |           |               | 『江戸名所図会』                                 | [ 8 ]        |
| 〔1〕  | 4  |           |               | 『東海道名所図会』 - 「開陽之部」 - 「搖光之部」 | [ 9 ] [ 10 ] |
| 〔1〕  | 5  |           |               | 『東海道名所図会』                               | [ 11 ]       |
| 〔1〕  | 6  |           |               | 『東海道名所図会』                               | [ 12 ]       |
| 〔2〕  | 1  | 秋里籬島  |               | 『都名所図会』巻之1-6                            | [ 13 ]       |
| 〔2〕  | 2  | 秋里籬島  |               | 『拾遺都名所図会』巻之1-4                        | [ 14 ]       |
| 〔2〕  | 3  | 秋里籬島  |               | 『都林泉名勝図会』巻之1-5                        | [ 15 ]       |
| 〔2〕  | 4  | 蔀関月 画 |               | 『伊勢参宮名所図会』巻之1-5、附録                | [ 16 ]       |
| 〔2〕  | 5  |           |               | 『厳島図会』巻之1-5                              | [ 17 ]       |
| 〔2〕  | 6  |           |               | 『厳島宝物図会』巻之1-5                          | [ 18 ]       |
| 〔3〕  | 1  |           |               | 『日光山志』巻之1-5                              | [ 19 ]       |
| 〔3〕  | 2  | 平瀬徹斎  | 蔀関月 画     | 『日本山海名産図会』巻之1-5                      | [ 20 ]       |
| 〔3〕  | 2  | 平瀬徹斎  | 長谷川光信 画 | 『日本山海名物図会』巻之1-5                      | [ 20 ]       |

### 〈日本図会全集〉1975年
名著普及会が覆刻複製した版と、各巻の分類。稿本は日本随筆大成刊行会（昭和3年–4年版）。
| 巻   | 分類     | 内容                 | 備考                                                          | 分類                                   |
| ---- | -------- | -------------------- | ------------------------------------------------------------- | -------------------------------------- |
| [1]  | 史跡名勝 | 東京都               | 全488頁（図共）                                               | 291.08、GB391、GC65。GB391-72。        |
| [2]  | 史跡名勝 | 東京都               | 全489-1016頁（図共）                                          | 291.08、GB391、GC65。GB391-72。        |
| [3]  | 史跡名勝 | 東京都               | 全1017-1536頁（図共）                                         | 291.08、GB391、GC65。GB391-72。        |
| [4]  | 史跡名勝 | 東京都               | 全1537-2070頁（図共）。                                       |                                        |
| [5]  | 史跡名勝 | 東海道               | 全557頁（図共）。                                             | 291.08、GB391、GC137、GB391-72。       |
| [6]  | 東海道   | 東海道               | 全555-788、297頁（図共）。一部判読不能：617、666ノ5、745頁 他 | 291.08、GB391、GC137、GC65、GB391-72。 |
| [6]  | 年中行事 | 東京都               | 全555-788、297頁（図共）。一部判読不能：617、666ノ5、745頁 他 | 291.08、GB391、GC137、GC65、GB391-72。 |
| [7]  | 史跡名勝 | 京都市               | 全442頁（図共）。                                             | 291.08、GB391、GC156、GB391-72。       |
| [8]  | 物産     | 日本                 | 全300、188頁（図共）。                                        | 291.08、GB391、DC48、GB391-72。        |
| [9]  | 厳島     | 厳島神社（廿日市市） | 全458頁（図共）。                                             | 291.08、GB391、GC223、GB391-72。       |
| [10] | 厳島     | 厳島神社（廿日市市） | 全410頁（図共）。                                             | 291.08、GB391、GC223、GB391-72。       |
| [11] | 史跡名勝 | 近畿地方 伊勢参宮    | 全488頁（図共）。                                             | 291.08、GB391、GC143、GB391-72。       |
| [12] | 史跡名勝 | 京都市               | 全664頁（図共）。                                             | 291.08、GB391、GC156、GB391-72。       |
| [13] | 史跡名勝 | 京都市               | 全582頁（図共）。                                             | 291.08、GB391、GC156、GB391-72。       |
| [14] | 日光     | 日光                 | 全462、188頁（図共）。                                        | 291.08、GB391、GC49、KC195、GB391-72。 |

### その他の複製
- 谷 文晁『日本名山図会』国書刊行会、1970年。文化9年刊の影印。
- 『日本名所風俗図会』角川書店、1979年-1988年。
  - 稿本[3]